# Colégio dos Cardeais
O Colégio dos Cardeais ou Colégio Cardinalício, anteriormente chamado de "Sacro Colégio", é o conjunto de cardeais da Igreja Católica.
Foi sob o pontificado do Papa Eugênio III que os cardeais formaram o Sacro Colégio em 1150. Ao longo dos séculos, seu número aumentou de uma dúzia para pouco mais de duzentos, e sua origem se diversificou com a expansão do catolicismo. 
Alguns cardeais ocupam posições específicas no Colégio de Cardeais: seu decano tem o título honorário de bispo de Óstia; o Camerlengo da Igreja Católica assegura a administração temporal da Santa Sé durante a Sé vacante; o protodiácono desempenha funções cerimoniais como o anúncio dos resultados da eleição pontifical.
Os eventos que reúnem o Colégio dos Cardeais são o conclave ou um consistório. Os papas são eleitos por todos os cardeais nos conclaves.
Desde o código do direito canônico de 1983, não falamos mais do Sagrado Colégio, mas apenas do Colégio dos Cardeais (cânon 349 e seguintes).
O equilíbrio entre os cardeais da cúria (principalmente cardeais criados na ordem dos cardeais-diáconos) e os cardeais que exercem os ofícios de bispos ou arcebispos em todo o mundo (cardeais criados na ordem dos cardeais-presbíteros), entre os grupos geográficos ou linguísticos de cardeais, entre os cardeais designados por papas com diferentes sensibilidades, desenham a face de um colégio em perpétua evolução de acordo com os consistórios, mortes e aniversários dos cardeais que, aos 80 anos, deixam o colégio de eleitores.

## Estrutura do Colégio Cardinalício

### As três ordens dos cardeais

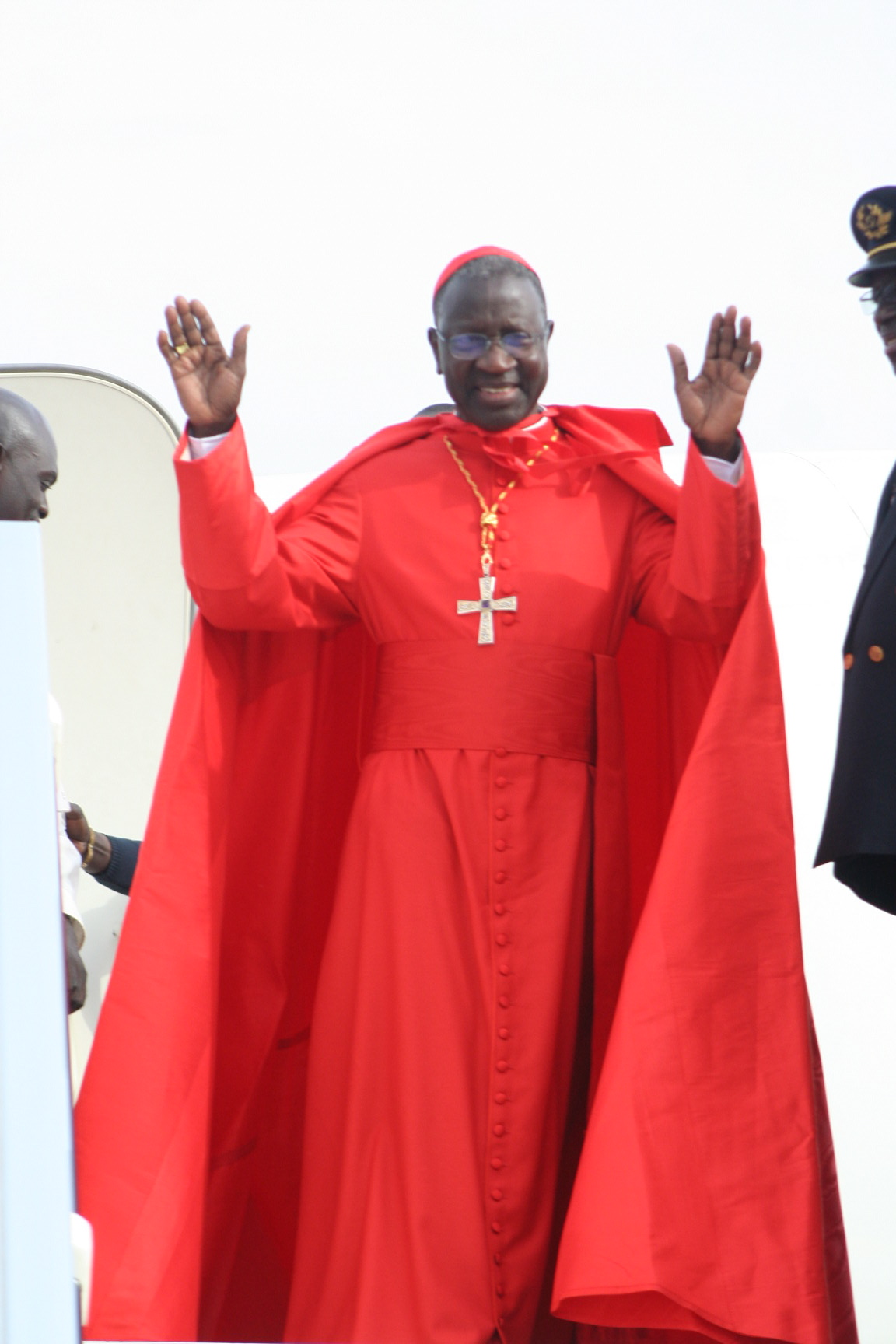
Cardeal Sarr, arcebispo emérito de Dakar, em manto cerimonial.

Os cardeais são tradicionalmente divididos em três ordens, que estabelecem uma hierarquia que não é, atualmente, mais do que um protocolo.
- Cardeais-bispos, portadores de uma diocese suburbicária.
  - Os patriarcas das Igrejas Católicas Orientais, que são assemelhados a eles.
- Cardeais-presbíteros, titulares de uma paróquia romana.
- Cardeais-diáconos, titulares de uma diaconia romana.

Os cardeais-bispos são designados para uma das sete dioceses suburbicária de Roma: Albano, Frascati, Palestrina, Porto-Santa Rufina, Sabina-Poggio Mirteto, Velletri-Segni e Óstia.
Os patriarcas das igrejas católicas orientais, nomeados cardeais, têm desde 1965 um status especial. Eles não fazem parte do clero de Roma e, portanto, não recebem bispado, título ou diaconia, mas mantêm seu título patriarcal. Eles são, no entanto, parte da Ordem dos Cardeais-Bispos, embora abaixo deles hierarquicamente.
Hoje em dia, os membros da cúria romana criados cardeais geralmente estão na ordem dos cardeais-diáconos (eles são chamados "cardeais da cúria"), enquanto os bispos que mantêm bispados são criados na ordem de cardeais-presbíteros ("cardeais em residência").
Os cardeais-diáconos podem, no entanto, depois de dez anos, escolher livremente a ordem dos cardeais sacerdotes. Ao mesmo tempo, eles podem manter sua diaconia, que é elevada pro hac vice à condição de título, ou seja, mantêm a mesma diaconia que será considerada uma paróquia enquanto a ocupar.
A ordem do protocolo é estabelecida da seguinte maneira:
1. O decano da Ordem dos Cardeais-Bispos, que também é decano do Colégio de Cardeais: anteriormente o mais antigo entre os cardeais-bispos, agora é eleito pelos cardeais-bispos entre eles e aprovado pelo papa (cânon 352-2). O decano é ao mesmo tempo, e tradicionalmente, bispo de Ostia. Era ele quem (com a assistência de outros dois bispos, de acordo com a prescrição do Concílio de Niceia) realizava a consagração episcopal de um novo papa que ainda não fosse bispo. É o decano quem, em caso de vaga da Santa Sé, convoca e preside o Colégio de Cardeais. Também preside o conclave se não houver atingido o limite de idade.
2. Os cardeais-bispos na ordem de sua elevação;
3. Os patriarcas das igrejas católicas orientais na ordem de sua criação cardinalícia;
4. O cardeal-protopresbítero, que é o decano por antiguidade da ordem dos cardeais-presbíteros;
5. Os cardeais-presbíteros na ordem de sua criação como cardeais;
6. O cardeal-protodiácono, que é o mais antigo da ordem dos cardeais-diáconos (é sua tarefa anunciar ao mundo a eleição do novo papa e seu nome papal, a partir da varanda do Basílica de São Pedro, pela famosa fórmula "Habemus Papam ...". É também ele quem coroava o papa com a tiara e quem, desde o abandono desse rito de coroação, coloca o palio nos ombros do papa durante sua missa de posse);
7. Cardeais-diáconos, na ordem de sua criação até o posto de cardeais.

No passado, clérigos simples, não sacerdotes, eram criados cardeais (por exemplo, Mazarin nunca foi bispo ou mesmo sacerdote, era apenas um clérigo tonsurado). Diáconos simples poderiam ser criados cardeais-diáconos, sacerdotes cardeais-sacerdotes e bispos cardeais-bispos. No entanto, era preciso pelo menos envolver-se no clero, um leigo (não-clérigo) jamais foi criado como cardeal.
A partir de 1918, todos os cardeais deveriam ser pelo menos padres e desde 1962 todos devem ser bispos, mas as exceções são permitidas pelo Papa (especialmente para os cardeais criados após os oitenta anos). Portanto, já há muito tempo que a associação a uma ordem cardinalícia não corresponde mais ao grau do sacramento da ordem no qual os cardeais são efetivamente investidos.
Até a presente data, nenhum cardeal-diácono foi eleito papa desde Leão X em 1513. Isso não impede que, em cada conclave, o nome de vários cardeais-diáconos seja citado entre os papabile. A distinção entre as várias ordens de cardeais tem se tornado puramente formal. Assim, a eleição de um cardeal-diácono não teria nada de surpreendente hoje.
O último papa eleito que não era cardeal foi Urbano VI em 1378. Essa eleição provocou o Grande Cisma do Ocidente: os cardeais alegaram ter votado sob coação, cancelaram sua eleição e elegeram o Antipapa Clemente VII em seu lugar. Desde aquela época, um uso não escrito, mas muito seguido, determina que apenas um cardeal pode ser eleito papa. Mas a constituição apostólica de João Paulo II, Universi Dominici Gregis, formalmente prevê, em seu número 83, que um não cardeal pode ser eleito papa.

### Número de cardeais
O número de cardeais variou ao longo da história. Inicialmente, restringia-se às vinte e cinco igrejas cardinalícias de Roma, às sete dioceses suburbicárias e às seis diaconias palatinas e sete diaconias regionais.
Do século XIII ao XV, o Colégio nunca excedeu o número de trinta cardeais, embora existam mais de trinta paróquias e diaconias que poderiam acomodar um titular. O papa João XXII formaliza o limite de vinte membros. No século seguinte, o aumento do número de cardeais é um meio para o papa angariar fundos para construção ou guerra, criar alianças europeias e diluir a força do Colégio e o contrapeso espiritual e político para supremacia papal.
A capitulação do Conclave de 1352 limitou o tamanho do Colégio de Cardeais a vinte, com a proibição da criação de novos cardeais se o número não tivesse caído para dezesseis, mas essa mudança foi declarada nula por Inocêncio VI no ano seguinte. O Concílio de Basileia fixou o limite em vinte e quatro, bem como as capitulações de 1464, 1484 e 1513.
O papa Paulo IV estabeleceu o teto para 40 membros, mas o acordo nunca foi posto em prática. Seu sucessor imediato, Pio IV, eleva esse limite para setenta e seis.
Em 1560, Fernando I de Habsburgo criticou o tamanho e a composição do Sagrado Colégio e desejou impor um limite de 26 membros, em vez de sessenta, enquanto os emissários franceses se inclinavam para a figura de 24; o seguinte Concílio de Trento não toma uma decisão sobre a formação do Colégio.
Em 1586, por sua constituição Postquam verus, o Papa Sisto V define o número de cardeais para setenta e estabelece na bula Religiosa sanctorum de 13 de abril de 1587 a lista das igrejas de Roma designadas como títulos cardinalícios: seis cardeais-bispos, cinquenta cardeais-presbíteros e quatorze cardeais-diáconos.
Esse limite permanece em vigor até o pontificado de João XXIII, que eleva esse número três vezes: 75 em 1958, 88 em 1960 e 90 em 1962. Seu sucessor, Paulo VI, aumenta o tamanho do Colégio para 105 (1965) e depois 120 (1967), depois 136 (1969) e finalmente 144 (1973). No entanto, em um consistório secreto (agora chamado de "consistório ordinário") em 1973, Paulo VI limitou o número de cardeais a cento e vinte, removendo o direito de voto no conclave para membros do Colégio com mais de oitenta anos de idade. .
Em novembro de 2016, sob o pontificado de Francisco, o número de cardeais chegou a 228.

### Cardeais eleitores e não eleitores
Desde Paulo VI e o motu proprio Ingravescentem ætatem (confirmado na constituição apostólica do Romano Pontifici Eligendo de 1 de outubro de 1975), apenas cardeais com menos de 80 anos podem votar em um conclave. Essa mesma constituição limita o número de cardeais a cento e vinte. No entanto, em várias ocasiões, João Paulo II, Bento XVI e Francisco deram algumas voltas a essa regra.

#### Recordes
- Número de cardeais eleitores: 145 (no consistório de 5 de março de 1973).
- Número de cardeais que não votam: 117 (no 80º aniversário do cardeal Carlos Osoro Sierra em 16 de maio de 2025).
- Número total de cardeais: 251 (no consistório de 07 de Dezembro de 2024).

## Funções

### Em tempos comuns
Os cardeais, reunidos no consistório, ajudam o papa em suas decisões. Os consistórios podem ser:
- Ordinário: onde são convocados todos os cardeais, pelo menos aqueles que estão presentes em Roma. Eles lidam com assuntos sérios, mas que ocorrem com bastante frequência, ou para realizar certos atos solenes, especialmente para a criação de novos cardeais ou para a aprovação de beatificações e canonizações. O consistório comum onde certas solenidades são celebradas pode ser público: são admitidos prelados, representantes da sociedade civil e outros convidados;[nota 1]

- Extraordinário: onde todos os cardeais são convocados, quando necessidades particulares da Igreja ou o estudo de assuntos particularmente sérios o aconselham.

Além disso, os cardeais têm responsabilidades na Cúria Romana, a administração da Igreja, à frente dos dicastérios. Os cardeais da Cúria, assim como o decano e vice-decano, devem residir em Roma.

### Durante a vaga da Sé Apostólica

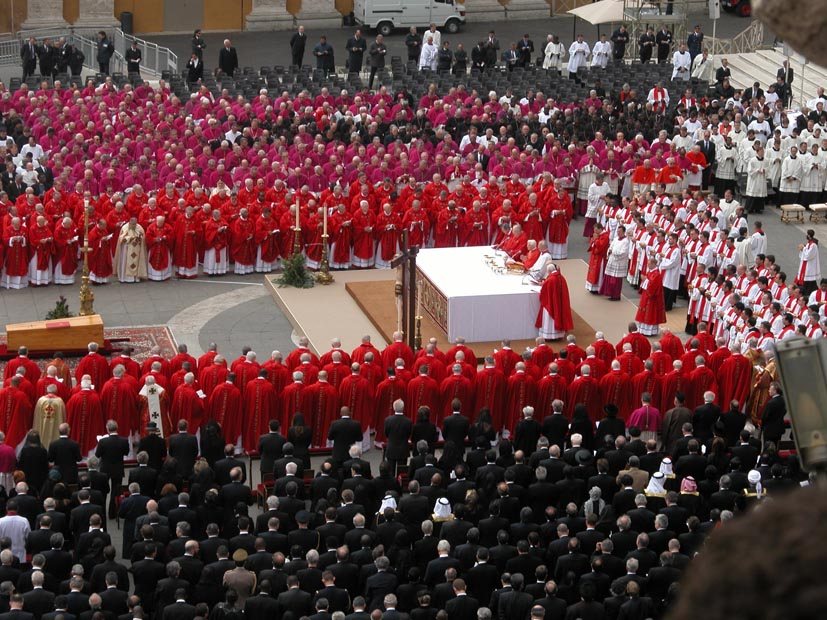
Cardeais em vestes vermelhas durante o funeral do Papa João Paulo II.

As funções do Colégio de Cardeais durante a vacância da Santa Sé são definidas pela constituição apostólica Universi Dominici Gregis publicada por João Paulo II em 22 de fevereiro de 1996 e modificada pelo moto próprio de Bento XVI de 11 de junho de 2007 e 22 de fevereiro de 2013.

#### Governo da Igreja
Durante o período em que a Sé Apostólica está vaga, o governo da Igreja é confiado ao Colégio de Cardeais para despachar assuntos atuais ou que não podem ser adiados e para a preparação do que é necessário para a eleição da novo pontífice. Excluem-se os casos que - em virtude de lei ou prática - se enquadram nos poderes exclusivos do Romano Pontífice ou que dizem respeito às normas para a eleição do novo papa.
Os chefes dos dicastérios da Cúria Romana, ou seja, o Cardeal Secretário de Estado, os Cardeais Prefeitos, os Arcebispos Presidentes, bem como os membros desses mesmos dicastérios, cessam suas funções. Exceção é feita ao camerlengo e à grande penitenciária, que continuam a tratar dos assuntos atuais, submetendo ao Colégio de Cardeais o que deveria ter sido referido ao Soberano Pontífice.
O cardeal camerlengo, assistido pela Câmara Apostólica e com a ajuda dos três cardeais assistentes, é responsável pela administração dos bens e direitos temporais da Santa Sé, depois de ter obtido, uma vez, para questões menos importantes e todas as vezes para o mais sério, o voto do Colégio dos Cardeais.
Todo o poder civil do Soberano Pontífice referente ao governo da Cidade do Vaticano retorna ao Colégio dos Cardeais. No entanto, só pode emitir decretos em caso de necessidade urgente e apenas durante o período de vacância da Santa Sé. Esses decretos só terão valor posteriormente se o novo papa os confirmar.

#### Eleição do Papa
Desde 1059, a eleição do Soberano Pontífice está reservada ao Colégio dos Cardeais.
O concílio ecumênico Latrão III decidiu em 1179 que a maioria dos dois terços dos cardeais seria em todos os casos necessários.
Gregório X, em 1274, teve o conclave estabelecido pelo segundo concílio de Lyon (decreto Ubi periculum). Este procedimento foi definitivamente adotado pelo Bonifácio VIII.
A votação por escrutínio secreto foi decidida por Gregório XV em 1621.
Pio X aboliu em 1904 o direito de exclusividade, ou veto, concedido a certos poderes políticos. Além disso, ele decidiu que o segredo das eleições papais seria mantido definitivamente por todos os participantes do conclave, mesmo após a eleição do Soberano Pontífice.
Desde 1975, apenas cardeais com menos de 80 anos podem votar e o número de eleitores é limitado a cento e vinte. Eles devem eleger o papa por maioria de dois terços. Desde 1904, a eleição é secreta, e os cardeais devem permanecer calados sobre suas circunstâncias sob pena de excomunhão. A votação ocorre por meio de boletins nos quais está impresso "Eligo in Summum Pontificem", ou seja, "Eu elejo como Soberano Pontífice", o cardeal então inscreve seu candidato e sela sua cédula. A eleição acontece na Capela Sistina, onde os cardeais estão trancados. 
Desde 1996, eles são alojados na casa Santa Marta (Domus Sanctae Marthae), localizada atrás da sala de audiências. O resultado dos sucessivos escrutínios é anunciado ao público por fumaça negra quando a votação é inconclusiva, branca quando é conclusiva. Em 2005, os sinos da Basílica de São Pedro tocaram para indicar a eleição de um novo papa.
No final da eleição, o cardeal camerlengo escreve um relatório, aprovado pelos três cardeais assistentes, indicando o resultado dos votos expressos em cada sessão. Esse relato é dado ao novo papa e depois mantido nos arquivos secretos do Vaticano.
O Colégio dos Cardeais é soberano na eleição do Romano Pontífice. Ele pode escolher livremente quem ele quer, mesmo que não seja cardeal, mas apenas no caso de alguns elementos do direito divino interpretados pela Igreja: o escolhido deve ser homem (masculino), batizado, católico ( portanto, nem herege nem cismático), desfruta de sua razão (portanto, nem louca nem criança abaixo da idade da razão) e está em condições de se tornar um bispo (portanto, solteiro ou bem disposto a se separar de sua esposa). 
De fato, por muito tempo, o novo papa sempre veio do posto de cardeais. Quando o novo papa é eleito e aceita seus deveres, o cardeal protodiácono anuncia o resultado da eleição do topo da varanda de bênçãos da Basílica de São Pedro.